# Turpió d'Angulema
Turpió (o Turpí) († 863), fou el primer comte d'Angulema conegut, probablement membre de la família dels Guillèmides.

## Biografia
La seva ascendència és incerta. Les úniques certeses són que era germà d'Emenó de Poitiers († 866) i de Bernard II de Poitiers el Poiteví († 844), comtes de Poitiers. És probablement membre de la família dels Guillèmides. Hi ha però altres hipòtesis relatives a la seva ascendència: Pierre Riché, a Les Carolingiens diu que Bernat II podria ser fill de Teodoric II d'Autun, un altre germà de Guillem I de Tolosa (el pare del qual era Teodoric I d'Autun) i, per tant, Turpió podria ser també fill d'aquest Teodoric; Christian Settipani diu que Emenó i Turpió serien fills del comte Bernat I de Poitiers, al seu torn fill d'un altra Alalem, mentre la mare seria una filla del comte Emenó de Querci o Cahors († 823 però esmentat el 778). El cert és que mentre Emenó va donar suport obert a Pipí d'Aquitània contra l'emperador Lluís el Pietós, Turpió no el va seguir i fou nomenat comte d'Angulema el 839, el que, segons Edouard de Saint-Phalle, indica que la seva família era poderosa i calia prendre-la en consideració.
Quan Emenó fou deposat per Lluís el Pietós (839), es va refugiar a Angulema amb Turpió.
El 844 va combatre al costats del seu cosí Guillem de Septimània, comte de Tolosa, a les ordres de Pipí II d'Aquitània. El 14 de juny del 844, van aixafar l'exèrcit de Carles II el Calb a les proximitats d'Angulema.
Segons el cronista Adémar de Chabannes, Turpió fou mort el 4 d'octubre del 863 prop de Saintes en un combat contra els normands. No sembla haver tingut cap fill, ja que fou el seu germà Emenó el que el va succeir al comtat d'Angulema.